# Diospyros wagemansii
Diospyros wagemansii är en tvåhjärtbladig växtart som beskrevs av Frank White. Diospyros wagemansii ingår i släktet Diospyros och familjen Ebenaceae. Inga underarter finns listade i Catalogue of Life.